# Santuario della Beata Vergine del Rosario (Vimercate)
Il santuario della Beata Vergine del Rosario è un importante luogo di culto cattolico di Vimercate, in provincia di Monza e della Brianza, nel centro storico della città, nei pressi della collegiata di Santo Stefano, è la sede principale della parrocchia di Santo Stefano e del decanato, essendo la collegiata utilizzata solo nei giorni di festa o per qualche occasione particolare.

## Storia
La sua storia risale a qualche decennio dopo l'anno mille, quando nella cittadina si ravvivò una devozione a Maria Santissima. A Vimercate venne eretta una chiesa a Santa Maria, che in seguito cambiò dedicazione in Immacolata Concezione prima e poi venne dedicata ufficialmente alla Madonna del Rosario. Nel 1628 fu decisa l'edificazione della nuova chiesa, quella che ancora possiamo ammirare nella sua quasi totalità originale. La costruzione venne ultimata nel 1686, con il completamento dei quattro altari dedicati a san Giuseppe, a Cristo, a santa Caterina e ai re Magi. Sempre nel 1688 venne demolito l'alto campanile che era presso l'antica chiesa e portava solo due campane, probabilmente gemelle di quelle della chiesetta di Sant'Antonio, anch'esse della fonderia Bonavilla databili intorno a quella data. Ne venne subito costruito uno nuovo, ultimato nel corso del 1700.
Altro avvenimento ricordato nella cronistoria di questa chiesa, fu la consacrazione delle cinque campane, avvenuta il 5 marzo 1776 e impartita da monsignor Cornelio Reina. Le campane vennero fuse nella fonderia di Innocenzo e Francesco Bonavilla in Milano e a loro furono imposti i nomi di Santa Maria, Santo Stefano, Sant'Ambrogio, San Carlo e Santa Eurosia. Queste campane sono un esempio della perfetta arte fusoria della fonderia e sono ancora suonabili a corda, segno che la tradizione non si è persa in questa città. Nel 1869 si sentì la necessità di ampliare il santuario e perciò vennero costruiti i lati che conferiscono all'edificio una forma a croce.

## Descrizione
La chiesa è a pianta a croce latina, con tre navate e cappelle laterali. Sulla cantoria in controfacciata, vi è l'organo a canne, costruito dai fratelli Prestinari nel 1851.